# Begonia mekonggensis
Espèce
Synonymes
- Begonia aff. mekonggensis DCT 09-108 (préféré par NCBI)[2]
- Begonia mekonggensis[2]

Begonia mekonggensis est une espèce de plantes de la famille des Begoniaceae.
Elle a été décrite en 2009 par Deden Girmansyah (2009) et H. Wiriadinata (1949-).